# Alex Wilson (Leichtathlet, 1990)

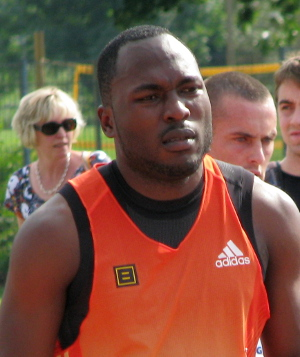
Alex Wilson 2012 in Weinheim

Alex Wilson (* 19. September 1990 in Kingston, Jamaika) ist ein ehemaliger Schweizer Sprinter. Er hält die Schweizer Rekorde im 100- und im 200-Meter-Lauf.

## Werdegang
Wilson kam mit 15 Jahren in die Schweiz, er erhielt 2010 die Schweizer Staatsbürgerschaft und nahm am 200-Meter-Lauf der Europameisterschaften in Barcelona teil. 2011 übernahm er mit einer Zeit von 20,51 s den U23-Schweizer-Rekord und qualifizierte sich damit auch für die Weltmeisterschaften in Daegu. An den U23-Europameisterschaften erreichte er im 200-Meter-Lauf den Final, an den Schweizer Meisterschaften holte er im 200-Meter-Lauf den Titel. Bei den Europameisterschaften 2012 in Helsinki erreichte er den Halbfinal. 2013 übernahm er mit einer Zeit von 10,12 s den Schweizer Rekord im 100-Meter-Lauf und qualifizierte sich damit auch für die Weltmeisterschaften 2013 in Moskau. Am 27. Mai 2017 qualifizierte er sich in Weinheim mit einem neuen Schweizer Rekord von 10,11 s für die Weltmeisterschaften 2017 in London. Am gleichen Meeting verbesserte er auch den fast 22-jährigen Schweizer Rekord im 200-Meter-Lauf von Kevin Widmer um 4 Hundertstelsekunden auf 20,37 s und unterbot damit ebenfalls die Limite für die Teilnahme an den Weltmeisterschaften.
Am 9. August 2018 gewann er bei den Europameisterschaften in Berlin die Bronzemedaille über 200 Meter und verbesserte den Schweizer Rekord auf 20,04 s.
Am 18. Juli 2021 lief Wilson in Marietta (Georgia) die 100 Meter in 9,84 s und die 200 Meter in 19,89 s, was über 100 Meter neuen Europarekord (und die weltweit zweitbeste Zeit des Jahres) und über 200 Meter die Verbesserung des eigenen Schweizer Rekords bedeutet hätte. Diese Zeiten wurden aber schliesslich aufgrund des fehlenden Start-Informations-Systems, das einen Fehlstart automatisch meldet, nicht homologiert und fanden daher keinen Eingang in die Rekordbücher. Bereits kurz nach Bekanntwerden der Spitzenzeiten wurden diese von Experten und Medien hinterfragt, insbesondere wurde angezweifelt, dass die Zeitmessung richtig funktioniert hat. Wilson begründete seine Rekordzeit über 100 Meter mit der schnellen Bahn, dem vorteilhaften Rückenwind von 1,9 m/s und seinen neuen Carbon-Schuhen.
Am 28. Juli 2021 wurde bekannt, dass Alex Wilson wegen eines Doping-Verfahrens provisorisch gesperrt worden sei und deshalb die Olympischen Sommerspiele 2020 in Tokio (23. Juli bis 8. August 2021) verpassen werde. Wilson war am 15. März 2021 durch Antidoping Schweiz ausserhalb eines Wettkampfes positiv auf Trenbolon und Metaboliten getestet worden. Eine provisorische Sperre von Antidoping Schweiz wurde nach einer Einsprache Wilsons am 2. Juli wieder aufgehoben, eine Einsprache durch World Athletics beim Internationalen Sportgerichtshof (CAS) am 22. Juli führte aber letztlich zum Entscheid, dass Wilson erneut provisorisch gesperrt wurde. Wilson hatte als Erklärung für den positiven Test angegeben, dieser sei aufgrund des Verzehrs einer grossen Menge verunreinigten Rindfleisches zustande gekommen. Am 28. Juni 2022 wurde Wilson von der Disziplinarkammer des Schweizer Sports (DK) nach einer Anhörung rückwirkend ab dem 28. April 2021 für vier Jahre gesperrt und mit einer Busse von 13'750 Franken belegt. Die Kammer sah es als erwiesen an, dass Wilson die Substanzen vorsätzlich zur Leistungssteigerung eingenommen hatte. Dieser hatte einen Sabotageakt eines Konkurrenten als Ursache für die positive Probe angeführt. Das Urteil wurde Ende Oktober 2023 rechtskräftig, nachdem Wilson auf einen Einspruch beim Schiedsgericht des Internationalen Sportgerichtshofs (CAS) in Lausanne verzichtet hatte.
Im Mai 2023 wurde bekannt, dass im Rahmen US-amerikanischer Anti-Doping-Ermittlungen der angebliche Naturheilkunde-Arzt Eric Lira beschuldigt wird, u. a. auch Leichtathleten mit Dopingmitteln beliefert zu haben. Lira ist geständig. In diesem Zusammenhang werden (Stand: Mai 2023) auch Verbindungen Liras zu Alex Wilson untersucht. Je nach Resultaten der Ermittlungen könnte seitens Antidoping Schweiz eine weitere Sperre gegen Wilson verfügt werden. Ende April 2025 sperrte das Schweizer Sportgericht kurz vor Ablauf der vierjährigen Sperre Wilson für weitere zehn Jahre wegen des Vorhandenseins von Erythropoetin (EPO) in einer Blutprobe, wegen des Besitzes und der versuchten oder vollendeten Anwendung verbotener Substanzen sowie der unzulässigen Einflussnahme.

## Trainer
Wilson startete für die Leichtathletiksektion des BSC Old Boys Basel. Ab 2016 wurde er von Lloyd Cowan und Clarence Callender trainiert. Cowan, der für Wilson auch eine Vaterfigur war, starb im Januar 2021 im Alter von 58 Jahren an Komplikationen einer Corona-Erkrankung. Vor den Olympischen Sommerspielen 2021 in Tokio engagierte Wilson den jamaikanischen Trainer O’Neil Wright.

## Privates
Wilson ist verheiratet und Vater von drei Kindern.

## Persönliche Bestleistungen
- 60 m (Halle): 6,72 s, 24. Januar 2015 in Magglingen
- 100 m: 10,08 s, 30. Juni 2019 in La Chaux-de-Fonds, Schweizer Rekord
  - nicht anerkannt: 9,84 s, 18. Juli 2021 in Marietta (Georgia)
- 200 m: 19,98 s, 30. Juni 2019 in La Chaux-de-Fonds, Schweizer Rekord
  - nicht anerkannt: 19,89 s, 18. Juli 2021 in Marietta (Georgia)

## Dokumentation
- Alex Wilsons langer Weg nach Tokio. In: Tages-Anzeiger. YouTube, 15. Juli 2021.